# فيرخنيايا خافا (فورونيج)
فيركنيايا كافا (بالروسية: Верхняя Хава) هي مدينة في مقاطعة فورونيج أوبلاست في روسيا.
يبلغ عدد سكانها حوالي 7670 نسمة.